# N37 (België)
De N37 is een Belgische gewestweg die de gemeente Aalter (Oost-Vlaanderen) met de stad Ieper (West-Vlaanderen) met elkaar verbindt. Het gedeelte tussen Roeselare en Zonnebeke is niet afgewerkt. Het gedeelte Aalter - Roeselare bedraagt 31 kilometer, het gedeelte Zonnebeke - Ieper 9 kilometer. Dit laatste traject komt ongeveer overeen met de voormalige spoorlijn 64.
Plaatsen langs de weg zijn:
- Aalter
- Ruiselede
- Tielt
- Pittem
- Ardooie
- Tasse
- Roeselare
- Zonnebeke
- Ieper

De weg heeft verschillende namen:
- Aalterstraat
- Ardooisesteenweg
- Briekestraat
- Hippoliet Spilleboutdreef
- Jules Lagaelaan
- Koning Albert I-laan
- Meiboomlaan
- Oostlaan
- Pittemsesteenweg
- Pittemstraat
- Ring
- Ringlaan Robert Depaepe
- Roeselaarsestraat
- Ruiseleedsesteenweg
- Tieltsesteenweg
- Tieltstraat
- Zuiderring

## N37a
De N37a is een 2,6 kilometer lange weg door de plaats Ruiselede heen. De N37 zelf gaat hier met een bocht om de plaats heen. De N37a draagt de straatnamen Tieltstraat, Kasteelstraat, Markt en Aalterstraat.

## N37b
De N37b is een 1,5 kilometer lange doortrekking van de N37 in Ieper. De weg gaat als rand langs de oude binnenkern van Ieper om aan te sluiten op de N308.